# Сато Харука
Харука Сато (яп. 佐藤喜歌; нар. 2 травня 1992, префектура Сідзуока) — японська борчиня вільного стилю, бронзова призерка чемпіонату Азії.

## Життєпис
Боротьбою почала займатися з 1996 року.
Виступала за борцівський клуб Pts. Тренер — Хідео Сасаяма.

## Спортивні результати на міжнародних змаганнях

### Виступи на Чемпіонатах Азії
| Змагання                       | Збірна | Вагова категорія          | Місце  |
| ------------------------------ | ------ | ------------------------- | ------ |
| Чемпіонат Азії з боротьби 2014 | Японія | жіноча боротьба, до 60 кг | Бронза |

### Виступи на інших змаганнях
| Змагання                       | Збірна | Вагова категорія          | Місце  |
| ------------------------------ | ------ | ------------------------- | ------ |
| Гран-прі «Харі Рам» 2012       | Японія | жіноча боротьба, до 63 кг | Золото |
| Кубок Бразилії з боротьби 2014 | Японія | жіноча боротьба, до 63 кг | Золото |
| Гран-прі «Іван Яригін» 2015    | Японія | жіноча боротьба, до 60 кг | 5      |

### Виступи на змаганнях молодших вікових груп
| Змагання                                      | Збірна | Вагова категорія          | Місце |
| --------------------------------------------- | ------ | ------------------------- | ----- |
| Чемпіонат світу з боротьби серед юніорів 2012 | Японія | жіноча боротьба, до 63 кг | 9     |